# Florent Chrestien
Pour l’article homonyme, voir Jacques Pierre Aimable Chrestien de Fumechon.
Florent Chrestien est un écrivain français protestant né à Orléans le 26 janvier 1540 et mort dans cette ville le 3 octobre 1596.

## Biographie
Florent Chrestien était le fils de Guillaume Chrestien médecin de François Ier et de Françoise de Brézé. Protestant, il fut le précepteur d'Henri de Navarre, futur Henri IV.
Sur le plan littéraire, il est connu pour avoir participé à la rédaction de la Satire Ménippée. Sur la question de sa contribution, le point est fait dans l'édition récente de Martial Martin: Satyre Menippee de la Vertu du Catholicon d'Espagne et de la tenue des Estats de Paris, Martin Martial (édition critique de), Paris, H. Champion, 2007, Textes de la Renaissance, no 117, 944 p.  (ISBN 9782745314840)
Lors de la polémique contre Ronsard, il prit le pseudonyme de La Baronie.
Il a traduit en français la tragédie néo-latine de George Buchanan, Jephté (Orléans, Louis Rabier, 1567, in-4°).
Il a édité Eschyle, Sophocle, Euripide, Aristophane, Catulle, Tibulle, Properce, Sénèque.